# Altlewin

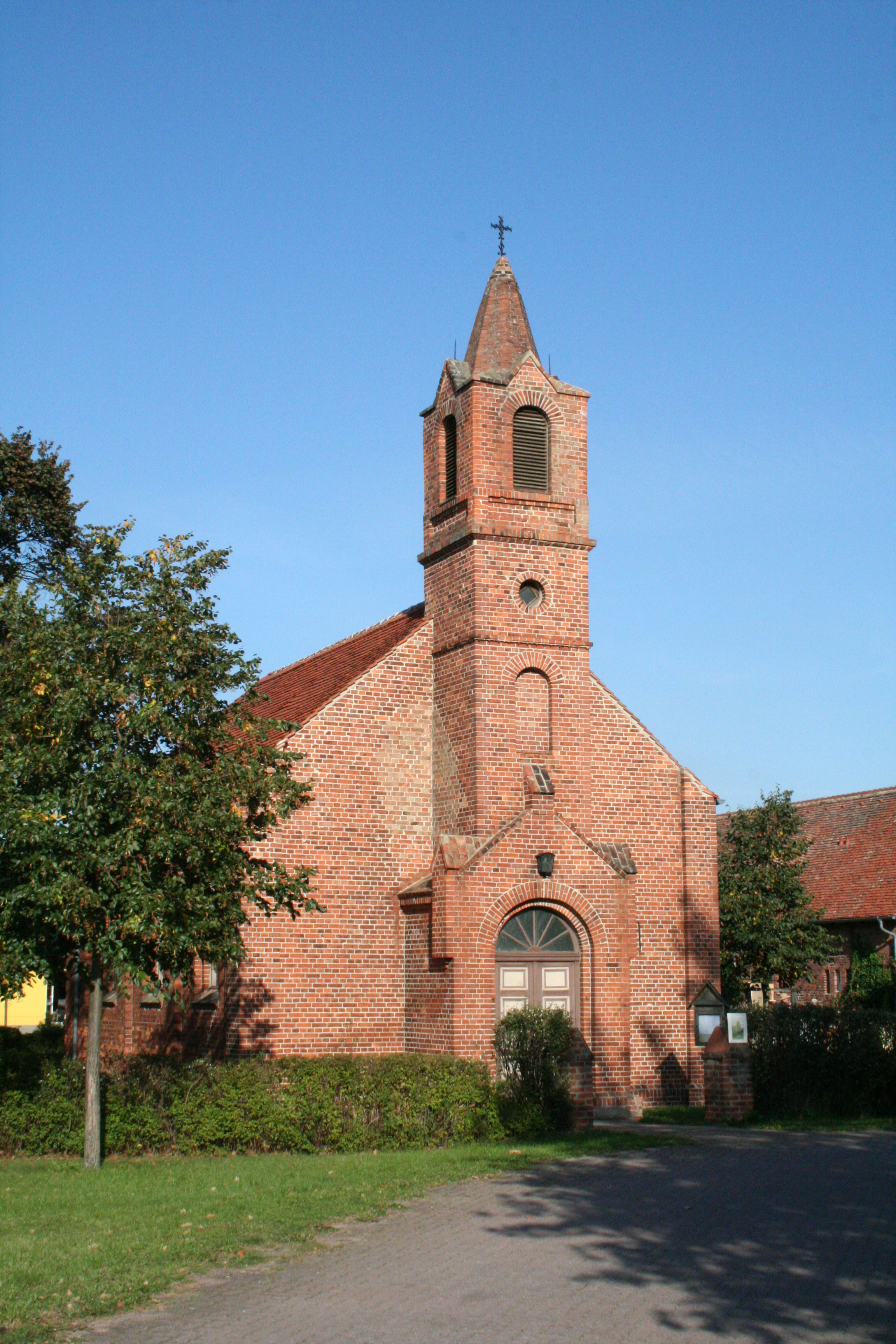
Die Kirche von Altlewin

Altlewin ist ein Dorf, das heute zur Gemeinde Neutrebbin im Landkreis Märkisch-Oderland gehört.

## Geographische Lage
Altlewin befindet sich etwa vier Kilometer nördlich von Neutrebbin, etwa drei Kilometer südlich von Neulewin und etwa zwölf Kilometer östlich von Wriezen. Das Dorf befindet sich am südlichen Rand des Oderbruches.
Im Jahre 2005 lebten etwa 55 Einwohner im Ort.

## Geschichte
Bereits in der Mittleren Bronzezeit sind auf dem Gebiet von Altlewin Besiedlungen nachweisbar. Im Jahre 1820 wurde eine Terrine in einem Urnengräberfeld gefunden. Urkundlich erwähnt wird der Ort das erste Mal 1375 als Louwen. Mit Fertigstellung des Kolonistendorfes Neulewin im Jahre 1755 wird das Dorf Altlewin genannt. Im Jahre 1764 lebten hier 138 Personen.
Im Jahre 1954 wurde die LPG „7. Oktober“ gegründet. Im Jahre 1957 kam Altlewin zur Gemeinde Alttrebbin. Seit 1997 gehören beide Dörfer zur Gemeinde Neutrebbin.

## Baudenkmale
In Altlewin stehen drei Gebäude unter Denkmalschutz.
Die evangelische Dorfkirche befindet sich auf dem Dorfplatz. Die Kirche wurde am 6. März 1883 eingeweiht. In den Jahren 1992 bis 1993 wurde die Kirche saniert. Die Kirche ist ein Ziegelbau mit Satteldach. Sie hat eine halbrunde Apsis und einen Turm. Die Ausstattung im Inneren ist aus der Zeit nach 1945.
Das Haus Altlewin 5 ist Teil eines Schmiedegehöftes. Das Wohnhaus wurde 1813 errichtet, das Stallgebäude mit Remise wurde 1900 erbaut.
Das Haus Altlewin 12 ist der Rest eines Dreiseithofes. Es ist ein giebelständiges Haus mit Drempel und Satteldach. Der Stall wurde 1870 erbaut. Nach 1954 war das Haus Sitz der LPG „7. Oktober“.